# انجمن شیمی اعصاب آسیا
انجمن بین‌المللی شیمی اعصاب آسیا (به انگلیسی: (Asian Pacific Society for Neurochemistry (APSN) جامعه حرفه‌ای برای شیمی‌دانان علوم اعصاب و دانشمندان این علم در منطقهٔ شرق آسیا اقیانوس آرام است که در سال ۱۹۹۱ تأسیس شد. این انجمن راجع به نقش و تعاملات مولکول‌های کوچک (پروتئین‌ها، پپتیدها، اسیدهای نوکلئیک، لیپیدها، قند) در توسعه، رشد، عملکرد و پاتولوژی سیستم عصبی پژوهش می‌کند.